# Spencer Averick
Spencer Averick é um montador e produtor cinematográfico americano. Como reconhecimento, foi nomeado ao Oscar 2017 na categoria de Melhor Documentário em Longa-metragem por 13th.